# Jaguar D-Type

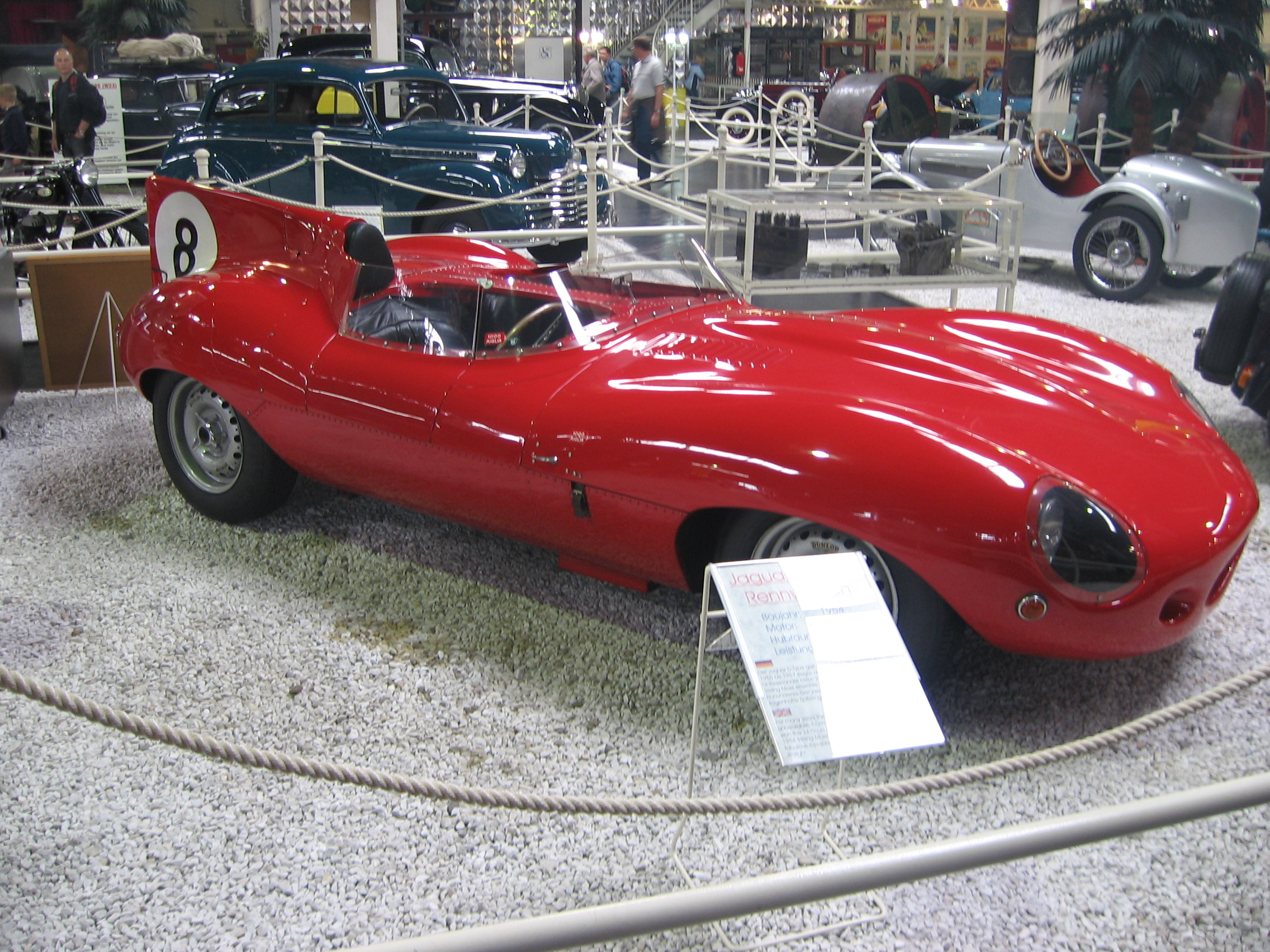
Jaguar D-Type (1954) im Auto- und Technikmuseum Sinsheim

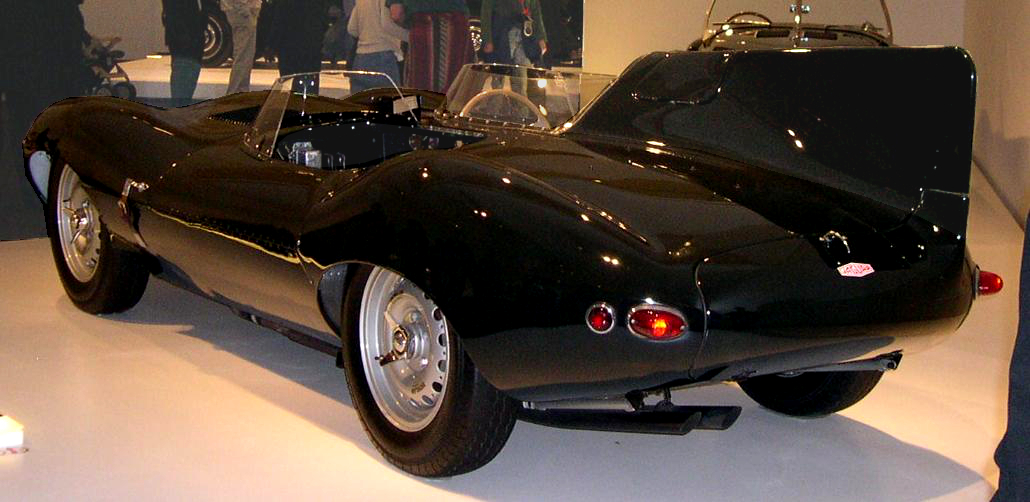
Jaguar D-Type (1955)

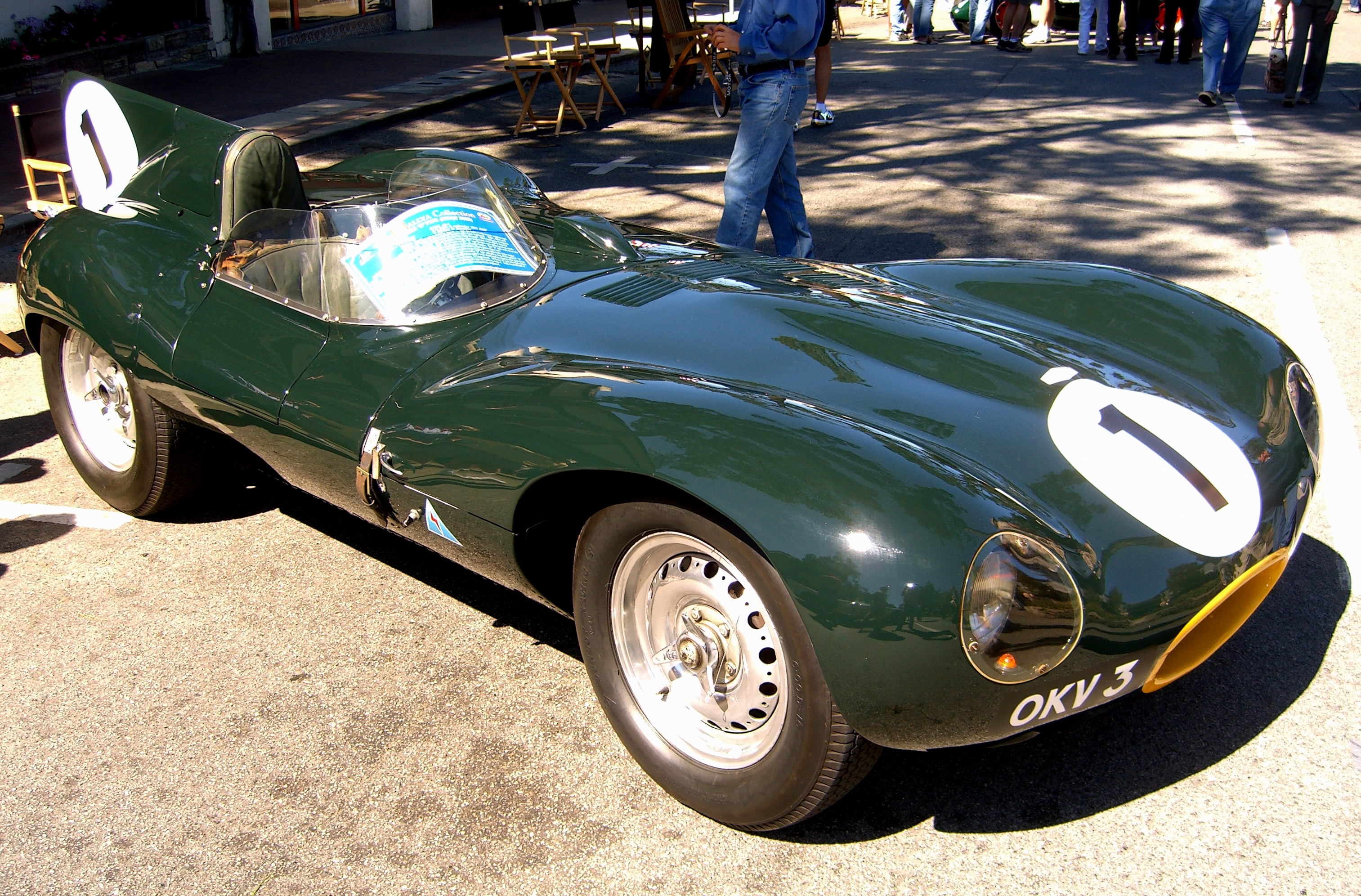
D-Type XKD403, Gewinner des 1954 12-Stundenrennens in Reims

Der Jaguar D-Type ist ein zweisitziger Sportwagen für den Rennbetrieb, der 1954 als Nachfolger des Jaguar C-Type eingesetzt wurde.

## Modellbeschreibung
Der D-Type hatte einen Sechszylinder-Motor mit 3442 cm³ und 184 kW. Damit erreichten diese zweisitzigen Rennfahrzeuge fast 300 km/h. Erstmals verwirklichte Jaguar eine teilweise selbsttragende Struktur, während sich unter dem Vorderwagen mit der riesigen Motorhaube ein Gitterrohrrahmen befand, der sicherheitshalber eine Verlängerung entlang des Kardantunnels erhielt. Unter anderem waren D-Type 1955, 1956 und 1957 Gesamtsieger der 24 Stunden von Le Mans.
1955 stellte Jaguar eine „Production“-Kleinserie des D-Type mit Vorjahresspezifikation her, während man sich im Werk selbst die für 1955 vorgenommenen Verbesserungen vorbehielt. Aus dieser Serie waren nach einem Jahr noch einige Exemplare unverkauft, die man mit Verdeck, Stoßstangen und Gepäckbrücke versah und als Jaguar XK-SS an amerikanische Kunden verkaufte. Einige Exemplare davon  verbrannten am 12. Februar 1957, als Teile der Werkshallen in Flammen aufgingen. Insgesamt wurden bis 1956 87 Fahrzeuge dieses Typs gefertigt.
Die serienmäßigen D-Type hatten Karosserien, die der britische Spezialbetrieb The Abbey Panel & Sheet Metal Co. konstruiert und aufgebaut hatte.